# Michael Bäckegren
Hans Michael Bäckegren, född 20 mars 1966, är en svensk före detta fotbollsspelare.
Bäckegrens moderklubb är Västra Frölunda IF, där han var en stor talang. Under sin tid i klubben representerade han både P16- och U18-landslagen. Till säsongen 1986 värvades han av Gais, Frölundas seriekonkurrent i division II södra. Sin första säsong med Gais spelade han två seriematcher, och 1987 blev det ytterligare sju när Gais gick upp i Allsvenskan. Bäckegren var dock skadebenägen, och efter säsongen 1988, då han inte spelade några seriematcher alls för Gais, lämnade han klubben för IF Warta.